# Васил Попдимитров (Битоля)
 Тази статия е за просветния деец и революционер от Битоля.  За политика и революционер от Горна Рибница вижте Васил Попдимитров (ВМРО).  
Васил Попов Димитров или Попдимитров (изписване до 1945 година: Василъ попъ Димитровъ) е български просветен деец и революционер от късното Българско възраждане в Македония.

## Биография
Васил Попдимитров е роден в Битоля, тогава в Османската империя, в Ени махала. Завършва прогимназия в родния си град. Работи като български учител в основно (прогимназиално) училище в Битоля. През 1900 година е сред арестуваните заедно с Даме Груев по Попставревата афера. Осъден е на две години затвор.